# قائمة زملاء الجمعية الملكية المنتخبين في 1794
هذه الصفحة تعرض قائمة زملاء الجمعية الملكية المُنتخبين لعام 1794.

## الزملاء
- Robert Fulke Greville [الإنجليزية]‏
- ماثيو مارتن [الإنجليزية]‏
- توماس يونغ
- James Earle [الإنجليزية]‏
- William Wynne (judge) [الإنجليزية]‏
- Nathaniel Hulme [الإنجليزية]‏
- يوهان غوتليب والتر
- John Freeman-Mitford, 1st Baron Redesdale [الإنجليزية]‏
- William Sotheby [الإنجليزية]‏
- John Blackburne (1754–1833) [الإنجليزية]‏
- Alexander Dirom [الإنجليزية]‏
- Thomas Plumer [الإنجليزية]‏
- Johann Gottfried Schmeisser [الإنجليزية]‏
- بريان إدواردز [الإنجليزية]‏
- Frederick North, 5th Earl of Guilford [الإنجليزية]‏